# 제1회 미국 감독 조합상
제1회 미국 감독 조합상은 1948년 뛰어난 활동을 보인 영화 감독을 기리기 위해 1949년 5월에 열린 시상식이다. Hollywood Roosevelt Hotel에서 개최되었다.

## 수상 및 후보

### 감독상(영화부문)
- 세 부인 - 조셉 L. 맨키위즈 수상

### 명예상
- 렉스 잉그램 수상